# Correcto
Correcto – szkocki zespół tworzący muzykę z gatunku indie rock, założony przez Paula Thomsona, perkusistę grupy Franz Ferdinand.

## Dyskografia

### Albumy
- Correcto (2008)

### Single
- Joni (2007)
- Do It Better (2008)